# 윈도우 모바일 장치 센터
윈도우 모바일 장치 센터(Windows Mobile Device Center)는 마이크로소프트사가 개발한 동기화 소프트웨어이며 액티브싱크의 뒤를 잇는다. 윈도우 모바일 장치와 마이크로소프트 윈도우 운영 체제 사이에서 음악, 영상, 연락처, 일정, 웹 브라우저 즐겨찾기 등의 파일들을 비롯한 다양한 콘텐츠를 동기화하도록 설계되어 있다.

## 역사
윈도 모바일 장치 센터는 이전에 윈도우 CE 기반 장치들을 윈도우 비스타 이전의 윈도 운영 체제와 동기화하는 데 쓰인 액티브싱크 프로그램의 뒤를 이어 작성되었다. 처음 버전은 2006년 10월에 윈도우 비스타 RC1과 더불어 베타 버전으로 사용할 수 있었다.
2007년 2월에 첫 공식 버전에 대한 다운로드가 제공되었으며 2007년 6월에 윈도 모바일 장치 센터는 윈도우 모바일 6 운영 체제와 동작하도록 업데이트되었다. 윈도우 모바일 장치 센터가 등장하면서 포켓 PC 2000과 포켓 PC 2002 운영 체제는 효과적으로 윈도우 비스타와 완전한 기능을 공유할 수 있게 되었다. 그러나 기본적인 연결은 6.1 버전이 있는 장치들을 사용하고 있어야만 이용할 수 있었다.
윈도우 서버 2008과 윈도 서버 2008 R2와 같은 다른 버전의 윈도우들 또한 윈도 모바일 장치 센터를 사용할 수 있다.

## 주요 버전
- 윈도우 모바일 장치 센터 베타 3, 2006년 10월 6일 공개.[1] (처음으로 대중에게 출시)
- 윈도우 모바일 장치 센터 6.0, 2007년 2월 1일 공개.[2] (처음으로 공식 출시)
- 윈도우 모바일 장치 센터 6.1, 2007년 6월 공개. (윈도우 모바일 6 장치 지원 추가)

## 같이 보기
- 윈도우 모바일
- 스마트폰
- 포켓 PC
- 액티브싱크